# SG Kropp-Tetenhusen-Dithmarschen
Die SG Kropp-Tetenhusen-Dithmarschen war eine ab 2007 bestehende Spielgemeinschaft der Männermannschaften der HSG Kropp-Tetenhusen mit der SG Dithmarschen Leistungshandball und ist seit Juni 2011 aufgelöst.
Die HSG Kropp-Tetenhusen war der Zusammenschluss der Handballsparten des TSV Kropp und des TSV Germania Tetenhusen; Kropp und Tetenhusen sind Orte in Schleswig-Holstein (Kreis Schleswig-Flensburg).
Die erste Herren-Mannschaft spielte in der Saison 2010/11 in der 3. Liga. Die Spielgemeinschaft wurde zum Ende der Saison 2010/11 aufgelöst; der TSV Kropp und der TSV Germania Tetenhusen verließen die kreisübergreifende Spielgemeinschaft. Das Spielrecht für die erste Herren-Mannschaft ging an die Dithmarscher Abteilung über. Unabhängig vom Saisonergebnis wollte der Restverein der Herren in der Saison 2011/12 nur in der Oberliga, der vierthöchsten Spielklasse, antreten., dann unter dem Namen „De Düwels“.
Heimspielstätten der Spielgemeinschaft waren die Geestlandhalle in Kropp und die Eiderlandhalle in Pahlen.